# Mehrheit von baulichen Anlagen
Eine Mehrheit von baulichen Anlagen (abgekürzt MbA) im Sinne des Denkmalschutzes besteht aus mehreren Gebäuden oder Gebäudeteilen, die formal und gestalterisch zusammengehören. Dazu ist es nicht erforderlich, dass alle Elemente gleichzeitig errichtet wurden. Jedes dieser Bauten kann für sich genommen ein Baudenkmal sein. Eine Gruppe von Bauten kann aber auch Elemente enthalten, die für sich genommen keine Kulturdenkmale sind. Entscheidend ist, dass alle Elemente insgesamt erkennbar eine Einheit bilden. Diese Einheit ergibt sich aus dem Zusammenwirken der einzelnen Elemente, die sich dadurch zu einem einheitlichen Ganzen fügen, so dass zu dem räumlichen Aspekt ein qualitativer Aspekt hinzutritt.
Um als Ensemble gelten zu können, muss eine Mehrzahl von Objekten miteinander im Zusammenhang stehen und gerade wegen dieses Zusammenhanges in ihrer Gesamtheit schützenswert sein. Die Mehrheit von baulichen Anlagen erfährt ihren Denkmalwert damit durch das Einander-Zugeordnetsein der Einzelobjekte selbst, aus deren spezifischem Zusammenhang sich der Wert des Ganzen erschließt. Entscheidend ist die Verbindung der einzelnen Objekte durch eine übergreifende Komponente oder Idee bzw. ein einheitsstiftendes Merkmal, die bzw. das der eigentliche „Träger der geschichtlichen Botschaft“ des Ensembles ist. Maßgebliche Bezogenheit der mehreren baulichen Anlagen aufeinander kann sich auch aus ihrer Entstehungsgeschichte ableiten, was sich aus der geschichtlichen Bedeutung, die ein übergreifendes Kriterium für die Denkmalschutzwürdigkeit ist, unmittelbar ergibt.
Als Beispiel sind ein einheitlich bebauter Straßenzug zu nennen, eine Reihe von Villen an einer Ausfallstraße, eine Gruppe von Nissenhütten, gleichartige Eckgebäude an einer Kreuzung, aber auch eine kleine Gruppe von 2–3 Häusern etwa als Randbebauung eines Marktplatzes, Industrie- oder Hafenanlagen oder kleine Siedlungen. Bei Mehrheiten von baulichen Anlagen wird in der Denkmalliste genau aufgelistet, aus welchen Elementen sie besteht. Dazu gehören auch die Bauten, die für sich genommen keine Kulturdenkmale sind.
Ein Beispiel für ein als Mehrheit von baulichen Anlagen unter Denkmalschutz stehendes Ensemble gilt der Seegrenzschlachthof in Lübeck.